# 长手隆背蟹
长手隆背蟹（学名：[Carcinoplax longimana] 错误：{{Lang}}：文本有斜体标记（帮助））为长脚蟹科隆背蟹属的动物。分布于朝鲜海峡、日本、安达曼岛、印度、南非以及中国大陆的广东、福建、浙江等地，生活环境为海水，一般栖息于栖息水深30-100米的泥以及沙质或具贝壳的海底上。其生存的海拔范围为-100至-30米。

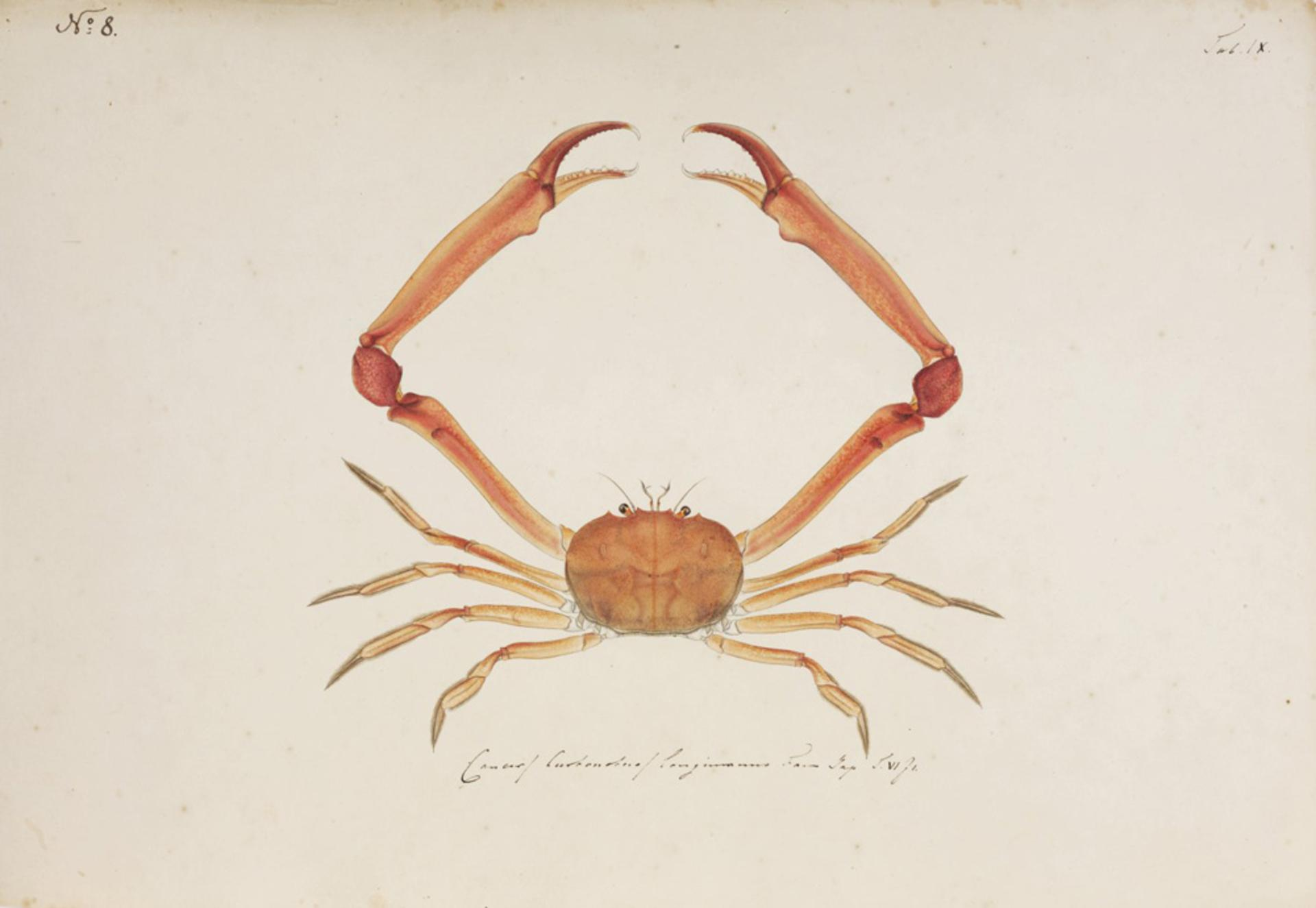
Carcinoplax longimana (De Haan, 1833), ナチュラリス生物多様性センター.